# Anne Zelensky
Anne Zelensky, (Casablanca, 24 de octubre de 1935) es educadora y una histórica activista feminista francesa. Junto a Jacqueline Feldman fue creadora en 1967 del movimiento Féminin, Masculin, Avenir un grupo clave que dio origen al Movimiento de Liberación de las Mujeres en Francia.

## Biografía
Anne Zelensky participó en la renovación del feminismo en Francia. 

### Fémenine, Masculin, Avenir
Anne Zelensky y Jacqueline Feldman se conocieron en una reunión del Mouvement démocratique féminin (Movimiento democrático femenino )
En otoño de 1967 creó junto a Jacqueline Feldman, el FMA (Féminin, Masculin, Avenir), un grupo mixto pre-mayo del 68 formado por profesores de secundaria y de investigadores que reunió a personas que reflexionaban en torno a la sexualidad, la diferencia de los sexos y las relaciones de desigualdad entre hombres y mujeres.  El grupo participó en los acontecimientos de mayo del 68 y fue especialmente conocido por haber realizado una reunión sobre la situación de las mujeres en la Sorbona ocupada uno de los grupos del origen en Francia en 1970 del Mouvement de Libération des Femmes conocido por sus siglas MLF en la misma línea del Movimiento de Liberación de las Mujeres que había surgido en otros países.
Cercana a Simone de Beauvoir, es una de las mujeres impulsoras en 1971 del Manifiesto del 343, en favor de la despenalización y legalización de la interrupción voluntaria del embarazo .
Defendió que las mujeres debían acceder a responsabilidades políticas, una posición minoritaria en aquel momento en el movimiento feminista. Participó en la creación de la Ligue du Droit International des Femmes (Liga del Derecho Internacional de las Mujeres) en 1974, con Annie Sugier, Vicky Colombet y Annie Cohen. Su primera presidenta fue Simone de Beauvoir. La organización planteó en su acción la lucha contra diversas formas de sexismo y propuso un proyecto de ley anti-sexista en 1974, que fue aprobado por el Consejo de Ministros en 1983, pero nunca votado.
La Liga creó SOS Femmes Alternative, que abrió el primer refugio para mujeres maltratadas en Francia, Flora Tristan, en 1978, en Clichy. Anne Zelensky fue su presidenta desde 1980 durante varios años. Participó activamente también en la creación de la asociación Hommes et violences en privée, que abrió el primer centro de acogida para hombres violentos en Francia en 1990.
En 1985 organizó el primer coloquio sobre "Acoso sexual en el trabajo" con un gran éxito mediático, en este coloquio se produjo la última aparición pública de Simone de Beauvoir que acudió a apoyar la acción.
Anne Zelensky fue la primera impulsora de los llamados "Cafés philos" en 1996 organizando debates con filósofas. Fue condecorada con la Legión de Honor en 1998.
Entre 2007 y 2014, fue redactora del sitio Risposte laïque en el que denunció una “islamización de Francia” que sería peligrosa para los derechos de las mujeres. En Boulevard Voltaire, ella misma se declara " convencida de que la inmigración es un peligro que amenaza nuestra cultura y nuestra escuela ". Dejó Risposte laïque en febrero de 2014, en desacuerdo con algunos de sus excesos y su enfoque sumario del feminismo.
Es la compañera de Emmanuelle Escal, autora, compositora e intérprete. En 2005 publicó su autobiografía en la que habla de su carrera y da testimonio de la evolución del movimiento feminista desde 1968.
Parte de los archivos de Anne Zelensky se han depositado en la Biblioteca Marguerite-Durand .

## Publicaciones
- Ah elle ira, elle ira…à l'Assemblée Nationale, dibujos de niños y niñas sobre la paridad, ediciones  Indigo et Côté-Femmes 1995, collectif
- Chroniques des petits abus de pouvoirs, con Régine Dhoquois, Éditions L'Harmattan, 2010.
- Anne Zelensky-Tristan, Mémoires d’une féministe, Paris, Calmann-Lévy, 2005, 405 p.
- La femme dans tous ses états, Histoire de vivre, mémoire d'une féministe,  ilustraciones de Floh, Indigo y Côté-Femmes, 1998
- "Harcèlement sexuel : scandale et réalités", con Mireille Gaussot, éditions du Rocher, 1985
- Histoires d'amour, con el pseudónimo Anne Tristan, éditions Calmann Lévy, 1979
- Histoires du MLF, con el pseudónimo Anne Tristan, con Annie Sugier, dite de Pisan, Calmann-Lévy, 1977 (prefacio de Simone de Beauvoir)
- (coll.) Maternité esclave, éditions 10-18, 1975
- (coll.) Partisans année zéro, Éditions Maspero, 1970